# Lista över slott och herrgårdar i Blekinge
Listan visar ett urval av de viktigaste slotten och herrgårdarna och redovisar även numera försvunna egendomar. Listan bygger huvudsakligen på Historiskt-geografiskt och statistiskt lexikon öfver Sverige i 7 band, Stockholm 1856-1870 och Carl Martin Rosenbergs Geografiskt-statistiskt handlexikon öfver Sverige, Stockholm 1882-1883 samt Slott och herresäten i Sverige, Allhems förlag, Malmö, 1966-1971.

## Lista
| Bild | Namn               | Typ        | Kommun     | Läge                                                   | BBR id |
| ---- | ------------------ | ---------- | ---------- | ------------------------------------------------------ | ------ |
|      | Brömsehus          | borgruin   | Karlskrona | 56°19′19.63″N 16°2′50.81″Ö / 56.3221194°N 16.0474472°Ö |        |
|      | Johannishus slott  | slott      | Ronneby    | 56°14′39″N 15°24′56″Ö / 56.244202°N 15.41544°Ö         |        |
|      | Sjöborg            | slottsruin | Karlshamn  | 56°10′0″N 14°45′8.02″Ö / 56.16667°N 14.7522278°Ö       |        |
|      | Sölvesborgs slott  | slottsruin | Sölvesborg | 56°03′21″N 14°35′38″Ö / 56.05583°N 14.59389°Ö          |        |
|      | Augerums herrgård  | herrgård   | Karlskrona | 56°13′02″N 15°40′29″Ö / 56.21720°N 15.67485°Ö          |        |
|      | Djupadals herrgård | herrgård   | Ronneby    | 56°13′57″N 15°16′28″Ö / 56.23250°N 15.27444°Ö          |        |
|      | Elleholms hovgård  | herrgård   | Karlshamn  | 56°09′47″N 14°45′02″Ö / 56.16306°N 14.75056°Ö          |        |
|      | Göholms gods       | herrgård   | Ronneby    | 56°09′12″N 15°19′52″Ö / 56.15333°N 15.33124°Ö          |        |
|      | Marielund          | herrgård   | Karlskrona | 56°13′08″N 15°31′59″Ö / 56.21889°N 15.53306°Ö          |        |
|      | Skärva herrgård    | herrgård   | Karlskrona | 56°12′05″N 15°34′21″Ö / 56.20139°N 15.57250°Ö          |        |
|      | Stensnäs herrgård  | herrgård   | Karlshamn  | 56°10′11″N 14°42′17″Ö / 56.16966°N 14.70472°Ö          |        |
|      | Tromtö herrgård    | herrgård   | Ronneby    | 56°09′40″N 15°29′07″Ö / 56.16098°N 15.48536°Ö          |        |
|      | Vambåsa            | herrgård   | Ronneby    | 56°11′14″N 15°27′11″Ö / 56.18728°N 15.45303°Ö          |        |
|      | Västeråkra         | herrgård   | Karlskrona | 56°13′08″N 15°34′50″Ö / 56.21886°N 15.58068°Ö          |        |